# Mireia Vilapuig
Pour les articles homonymes, voir Vilapuig.
Mireia Vilapuig, née le 2 septembre 1997 à Sabadell est une actrice catalane.

## Biographie
Mireia Vilapuig est la sœur de l'actrice Joana Vilapuig et l'une des protagonistes du film Herois dirigé par Pau Freixas et coécrit avec Albert Espinosa . Ce film tourné principalement en catalan, puis éventuellement doublé en castillan, a été présenté au Festival du film de Màlaga en 2010 . Mireia Vilapuig est également apparue en 2011 aux côtés de sa sœur Joana Vilapuig dans la série télévisée catalane Les Bracelets rouges (Polseres vermelles) dirigée par Pau Freixas et écrite par Albert Espinosa.

## Filmographie

### Cinéma
- 2010 : Herois, de Pau Freixas : Cristina
- 2011 : REM (court métrage), de Javier Ferreiro et María Sosa Betancor : Eva
- 2012 : Fènix 11·23 de Joel Joan : Petite amie d'Èric
- 2014 : Le Dernier Coup de marteau, de Alix Delaporte : Luna

### Télévision
- 2011 : Les Bracelets rouges : Àlex